# Batalla de La Albuera (1479)
La batalla de la Albuera, o Albuhera de Mérida, fue una confrontación militar ocurrida el 24 de febrero de 1479 entre una fuerza castellana leal a la reina Isabel I de Castilla y una fuerza portuguesa enviada por Alfonso V de Portugal en las cercanías de la ciudad de Mérida. Esta sería la última batalla de la guerra de sucesión castellana, donde la victoria isabelina no logró impedir que el grueso de la fuerza portuguesa alcanzara su objetivo estratégico de reforzar y mantener las ciudades extremeñas de Mérida y Medellín. Las tropas leales a Isabel la Católica, al mando de Luis Portocarrero, sitiaron las dos plazas, pero sus guarniciones, fundamentalmente portuguesas, resistieron con éxito hasta la paz alcanzada en el Tratado de Alcazobas el 4 de septiembre de ese mismo año.

## Antecedentes
Tras la indecisa batalla de Toro (1476), cuyas consecuencias políticas fueron aprovechadas por los Reyes Católicos, las confrontaciones terrestres llegaron a un punto muerto, ya que las fuerzas portuguesas tuvieron que retirarse de la campaña militar en Castilla, mientras que las fuerzas isabelinas aún tenían que someter ciudades castellanas ocupadas como Zamora, Toro o Cantalapiedra.
Por su parte, los castellanos también atacaron el território português, donde conquistaron -y luego perdieron- las plazas fuertes de Ouguela (1475), Noudar (1475) y Alegrete (1476), mientras un ejército al mando de Alonso de Cardenas, maestre de la Orden de Santiago y futuro comandante de las tropas castellanas en la batalla de La Albuera, invadió Portugal, siendo derrotado en la batalla de Mourão (1477).
Además, numerosos nobles castellanos que defendían la causa de Alfonso V de Portugal fueron desposeídos de sus títulos y sus tierras, entre ellas los Pacheco.

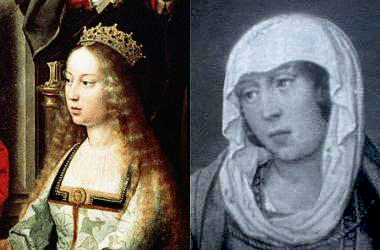
La guerra de sucesión castellana enfrentó a los partidarios de Isabel I (izq) frente a los de Juana apodada La Beltraneja (dcha).

A D.ª Beatriz Pachecho, condesa de Medellín, se le exigió tanto la entrega del Señorío de Medellín como de la Encomienda de Mérida, las cuales recaerían en su hijo de 5 años. La Condesa, negándose a aceptar la pérdida de sus posesiones, encerró a su hijo en el castillo de Medellín y se alió con una causa que ya simpatizaba desde hacía tiempo, pidiendo auxilio al rey portugués. Este respondió con la ayuda de un cuerpo de caballeros bajo el mando de García de Meneses, Obispo de Évora, cuyo objetivo era reforzar las plazas fuertes de Mérida y Medellín, ahora contrarios a Isabel.
Por otra parte, Alfonso de Monroy, también conocido como el Clavero de Alcántara, aliado de la Condesa, se unió a esta fuerza debido a la negación, por parte de los Reyes Católicos, de la maestría de la Orden de Alcántara.
Los Reyes Católicos se encontraban por entonces en tierras extremeñas. El 8 de enero de 1479, en Guadalupe (Cáceres), realizando el acto de perdón al Obispo de Toledo D. Alonso Carrillo, el cual se había levantado contra la causa isabelina, y el 22 de ese mismo mes en Trujillo, donde establecieron la Corte para atender la guerra contra Portugal, además de firmar la paz con Francia.

## Expedición portuguesa de socorro
Las fuerzas de la condesa rebelde se unieron al Maestre de la Orden de Alcántara, D. Juan de Zúñiga y ocuparon numerosos castillos extremeños como Montánchez, Castilnovo, Magacela, Deleitosa, Benquerencia y Almorchón, además del propio castillo de Medellín.

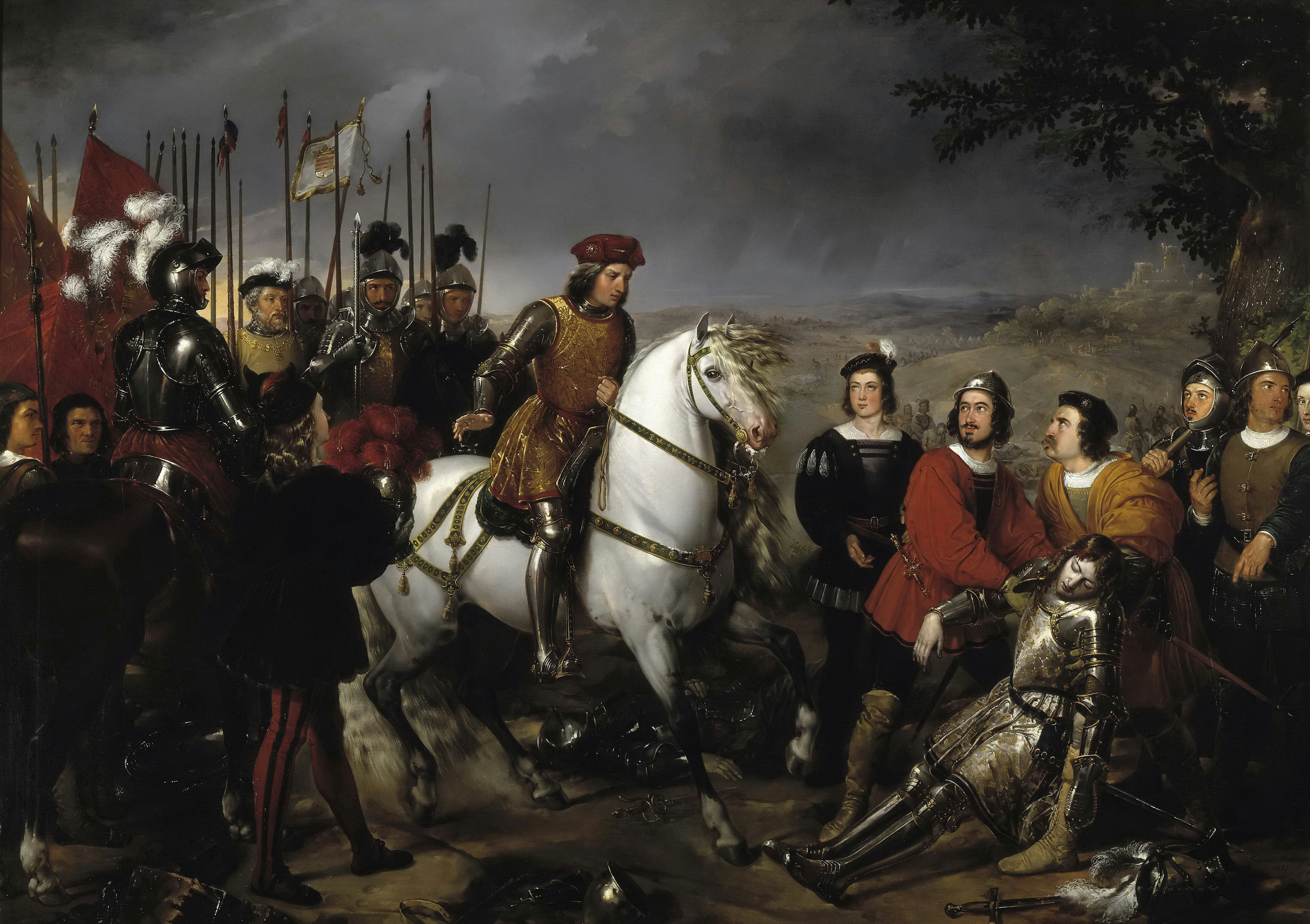
Gonzalo Fernández de Córdoba, El Gran Capitán, tuvo en esta batalla su «bautismo de sangre» al ser la primera batalla en la que participaría.

Tras la pérdida de estas plazas, los Reyes Católicos encomiendan al Maestre de la Orden de Santiago, D. Alonso de Cárdenas, interceptar la marcha de los portugueses del Obispo de Évora hacia Mérida y Medellín para impedir su unión con los rebeldes de la condesa.

## La batalla
Junto al arroyo Albuhera, en las cercanías del embalse romano de Proserpina, se encontraban las fuerzas isabelinas, siendo descubiertas por Monroy. Sin embargo, tal como rezan las crónicas, la fuerza de la crecida del arroyo, debido a las lluvias invernales de la época, le impidieron comunicarle la posición al obispo de Évora, pudiendo por tanto el ejército isabelino no perder el factor sorpresa y mantener la ventaja táctica.

La lucha duró alrededor de tres horas, desarrollándose como un típico combate medieval: choque frontal de la caballería seguido de combates personales, con escasez de bajas. Al final de la batalla, las fuerzas portuguesas huyeron del lugar, confirmando su derrota. El Obispo de Évora, aunque fue capturado, logró huir junto a su captor al lograr sobornarlo.

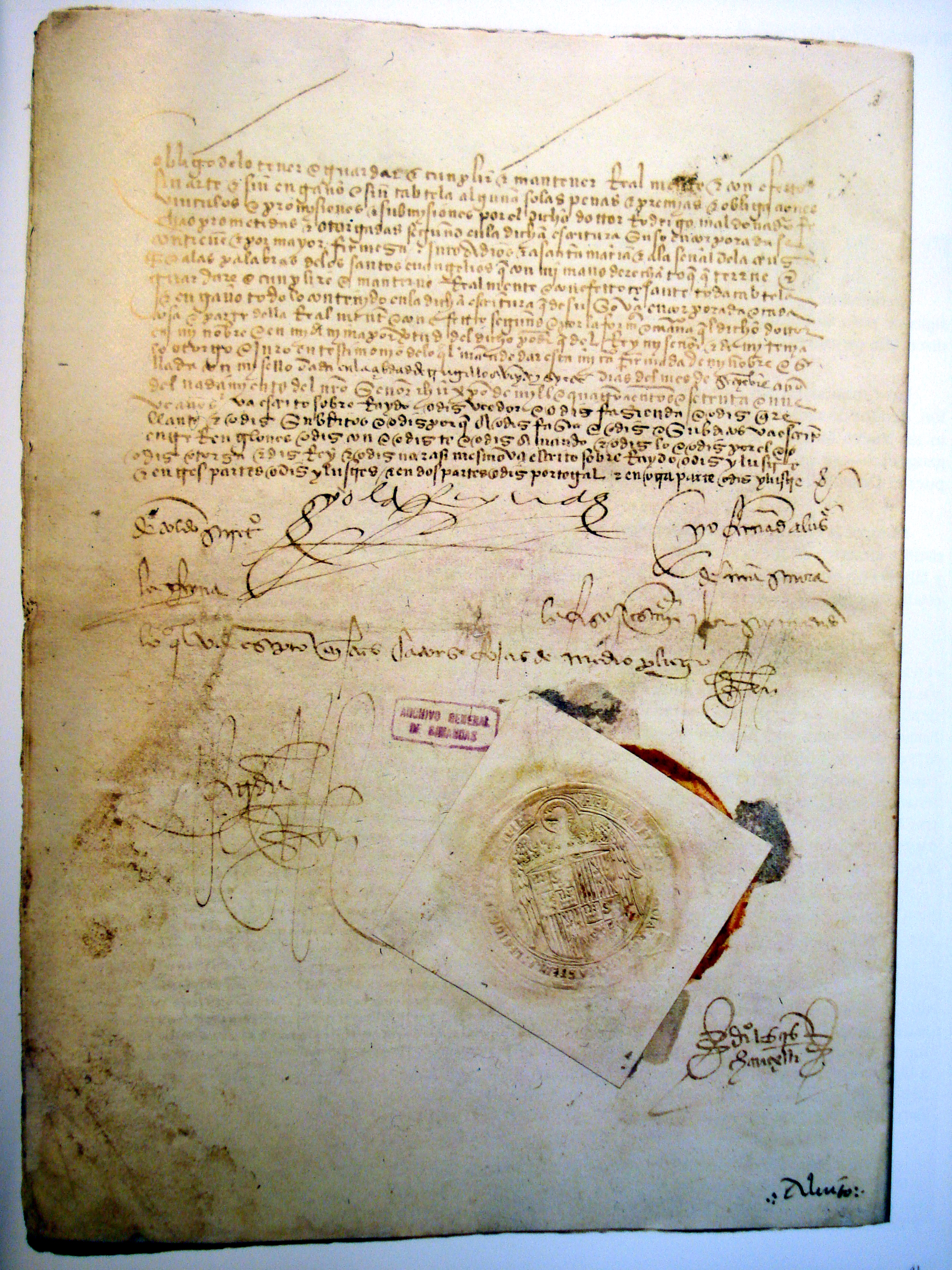
Tratado de Alcáçovas

Debido al escaso número de combatientes y pérdidas, Luis Suárez Fernández, uno de los más destacados medievelistas españoles, describe el combate de la Albuera como ... una simples escaramuza de poca importancia. 

## Consecuencias
Tras la derrota, las fuerzas portuguesas se reagruparon en Mérida, y continuaron hasta Medellín, logrando cumplir su objetivo de reforzar ambas plazas; siendo sitiadas posteriormente por las fuerzas isabelinas de Luis Portocarrero, resistieron exitosamente hasta la firma del tratado de paz de Alcáçovas: Mérida y Medellín solo aceptaron abrir sus puertas, respectivamente, ocho y diez días después de firmado el tratado que garantizaba que no habría represalias.
Las tropas de los reyes católicos recapturaron el resto de fortalezas en manos de castellanos rebeldes, pero los portugueses mantuvieron algunas plazas castellanas tomadas u ocupadas (Azagala, Tuy, y Ferrera), lo que aumentaría su poder negocial en las conversaciones de paz.
Tras el combate de La Albuera, las hostilidades continuaron durante medio año más (teniendo como telón de fondo las negociaciones de paz) con la defensa de las plazas fuertes que los portugueses tenían en Extremadura y con la guerra naval y colonial, que terminaría con victoria portuguesa.
El 4 de septiembre de 1479 fue firmado el Tratado de Alcazobas, que puso fin a la guerra.